# Honeycreeper
Honeycreeper es el décimo álbum del dueto J-Pop, Puffy AmiYumi. Fue lanzado el 26 de septiembre del 2007.
Debutó en la posición 27 en el Oricon Chart y cuenta con dos sencillos: 「Boom Boom Beat/Oh Edo! Nagareboshi IV (お江戸流れ星Ⅳ)」 se Lanzó el 18 de julio de 2007, Su 2.º Track fue usado para la Apertura de Oh Edo! Rocket, su 3.er Track fue "Kimi Ga Suki/きみがすき", Escrito por Yumi.
「Orientaru Daiiamondo (Oriental Diamond) オリエンタル・ダイヤモンド/Kuchibiru Motion (くちびるモーション) -Lip Motion-」 fueron lanzadas como sencillos el 5 de septiembre de 2007. Este álbum consta de dos versiones.

## Canciones
1. Oriental Diamond (オリエンタル・ダイヤモンド)
2. Ain't Gonna Cut It
3. Kimi to Ootobai (君とオートバイ)
4. Kuchibiru Motion (くちびるモーション)
5. Hayai Kuruma (はやいクルマ)
6. Sayonara Summer (サヨナラサマー)
7. Boom Boom Beat
8. Youkai PUFFY (妖怪PUFFY)
9. Closet Full of Love
10. Hasan Jaze (はさんじゃうぜ)
11. Complaint
12. Oh Edo! Nagareboshi IV (お江戸流れ星Ⅳ)
13. Island (アイランド)

## Outtakes de Honeycreeper
- "Clearance" (estaba en Internet 2 semanas antes de "Honeycreeper" pero no tuvo un lanzamiento oficial) - 4:22
- "Nothing There" (solo el instrumental y el demo fue usado por otro cantante masculino) - 3:10
- "Moon/Sun" (iba a ser lanzado, pero fue cancelado) - 4:01
- "Forget How My Voice Sounds" (El Instrumental de esta canción fue usado, pero no se sabe el verdadero nombre, puede ser solo un nombre puesto por un Fan) - 4:57

## Sencillos
1. 「Boom Boom Beat/Oh Edo! Nagareboshi IV (お江戸流れ星Ⅳ)/Kimi Ga Suki (きみがすき)」
2. 「Orientaru Daiiamondo (Oriental Diamond) オリエンタル・ダイヤモンド/Kuchibiru Motion (くちびるモーション) -Lip Motion-/Neji Poshoon (ねじポーション) -Neji Portion-」

- Datos: Q2759567